# Komet Crommelin
Komet Crommelin ali Komet Pons-Coggia-Winnecke-Forbes (uradna oznaka je 27P/crommelin) je periodični komet z obhodno dobo 27,4 let. Pripada Halleyjevi družini kometov.

## Odkritje
Prva opazovanja kometa je opravil 23. februarja 1818 francoski astronom Jean-Louis Pons (1761–1831) v Marseillu, Francija. Komet je spremljal vse do 27. februarja, od takrat pa ga zaradi slabega vremena ni več mogel. Johann Franz Encke (1791–1865) je poskušal izračunati kometovo tirnico, vendar negovi izračuni niso bili dovolj točni.
V letu 1872 je angleški astronom John Russell Hind (1823–1895) naredil grobe izračune tirnice. Opazoval ga je v času, ko je bil v bližini Bielovega kometa. Na osnovi teh opazovanj je avstrijski astronom Edmund Weiss (1837–1917) domneval, da je komet Crommelin del Bielovega kometa.
Naslednja opazovanja je opravil 10. novembra 1873 francoski astronom Jérôme Eugène Coggia (1849–1919) v Marseillu. 11. novembra pa ga je opazoval nemški astronom Friedrich August Theodor Winnecke (1835–1897). Po 16. novembru pas o ga izgubili. Weiss in Hind sta poskušala s primerjavo ugotoviti, če je to bil isti komet kot leta 1818.
Tretje odkritje je opravil 19. novembra 1928 Alexander Forbes Irvine Forbes iz Južne Afrike. Njegovo odkritje je 21. novembra potrdil južnoafriški astronom Harry Edwin Wood (1881–1946). Tako so končno povezali komet, ki ga je leta 1818 odkril Pons in leta 1873 Coggia ter Winnecke. Po smrti angleškega astronoma Andrewa Crommelina (1865-1939), ki je prvi ugotovil, da so vsi trije kometi v resnici eno telo, so ga preimenovali v komet Crommelin.